# ماغي جي
ماغي جي (بالإنجليزية: Maggie Gee)‏‏ (1948 في بول - ) روائية من المملكة المتحدة.

## الجوائز
- نيشان الامبراطورية البريطانية من رتبة ضابط
- زميل في الجمعية الملكية للأدب